# PA-287
A  PA-287 é uma rodovia brasileira do estado do Pará. Essa estrada intercepta as rodovias BR-158 e BR-155 ao atravessar a zona urbana de Redenção; a rodovia PA-449 na área urbana de Conceição do Araguaia; e a rodovia TO-336 sobre a ponte sobre o Rio Araguaia em seu limite Leste (Na metade da ponte - limite entre o Pará e o Tocantins, a rodovia se converte em uma rodovia estadual do tocantinense).
Está localizada na região sudeste do estado, atendendo aos municípios de Cumaru do Norte, Redenção e Conceição do Araguaia. 